# Mondegreen
In linguistica un mondegreen è il fenomeno in cui, a causa di un'errata percezione o interpretazione di una frase, quest'ultima viene scambiata per un'altra omofona. Un mondegreen si può produrre per caso (ad esempio, per sostituzione di una frase incomprensibile con una più facile) o, in modo consapevole, per l'intenzione dell'autore di includere un significato ulteriore o alternativo.
Se, a seguito di un fraintendimento, una persona continua ostinatamente a pronunciare erroneamente una parola o una frase dopo essere stata corretta, tale fenomeno può essere collegato al Mumpsimus.

## Coniazione
Il termine è una parola d'autore coniata dalla scrittrice statunitense Sylvia Wright nel saggio La morte di Lady Mondegreen, pubblicato sull'Harper's Magazine del novembre 1954. Il termine mondegreen deriva dal fatto che l'autrice, da bambina, ascoltava spesso la madre leggerle una delle poesie contenute nella raccolta Reliques Of Ancient English Poetry del poeta Thomas Percy:

Ye Highlands and Ye Lowlands,

Oh Where hae ye been?

They hae slain the Earl of Moray

And Lady Mondegreen.

(Voi monti e vallate,

Oh, dove siete stati?

Hanno ucciso il conte di Moray

E Lady Mondegreen)

La prima "vittima" del mondegreen fu proprio la bambina: l'ultimo verso, infatti, in realtà era And laid him on the green ("E l'hanno disteso sull'erba"). Avendo scoperto di aver sempre frainteso il verso, l'autrice decise di dare un nome a questo esempio di pareidolia acustica, e lo chiamò appunto mondegreen. 
Questi fraintendimenti accadono perché il cervello, quando si trova davanti a uno stimolo che non riesce a interpretare del tutto, cerca sempre di ricondurlo a qualcosa di noto, anche se vi corrisponde solo in parte.

## Soramimi
Un caso particolare di mondegreen, detto soramimi (da un termine giapponese che significa letteralmente "orecchio falso", e cioè "fraintendimento uditivo"), è applicato all'interpretazione dei testi delle canzoni straniere, ma in modo intenzionale, spesso per ottenere un effetto comico. A tal proposito in ambito italiano hanno assunto una certa notorietà la rubrica "Canzoni travisate" del programma Chiamate Roma Triuno Triuno e il fenomeno di Internet che coinvolge il cantante iraniano Shahram Shabpareh, il cui brano Paria si è diffuso in Italia con il titolo Esce ma non mi rosica proprio a seguito di una reinterpretazione in soramimi.